# Phân phối Maxwell–Boltzmann
Trong vật lý học (đặc biệt là trong cơ học thống kê), phân phối Maxwell – Boltzmann là một phân phối xác suất cụ thể được đặt theo tên của James Clerk Maxwell và Ludwig Boltzmann.
Lần đầu tiên nó được định nghĩa và sử dụng để mô tả tốc độ hạt trong khí lý tưởng, nơi các hạt chuyển động tự do bên trong một vật chứa đứng yên mà không tương tác với nhau, ngoại trừ những va chạm rất ngắn trong đó chúng trao đổi năng lượng và động lượng với nhau hoặc với môi trường nhiệt của chúng. Thuật ngữ "hạt" trong ngữ cảnh này chỉ các hạt ở thể khí (nguyên tử hoặc phân tử), và hệ thống các hạt được cho là đã đạt đến trạng thái cân bằng nhiệt động lực học. Năng lượng của các hạt như vậy tuân theo cái được gọi là thống kê Maxwell – Boltzmann, và sự phân bố thống kê của tốc độ được suy ra bằng cách cân bằng năng lượng hạt với động năng.
Về mặt toán học, phân phối Maxwell – Boltzmann là phân phối chi với ba bậc tự do (các thành phần của vectơ vận tốc trong không gian Euclide), với một tham số thang đo tốc độ theo đơn vị tỷ lệ với căn bậc hai của (tỷ số giữa nhiệt độ và khối lượng hạt). 
Phân bố Maxwell – Boltzmann là kết quả của lý thuyết động học của chất khí, lý thuyết này cung cấp một giải thích đơn giản về nhiều đặc tính cơ bản của khí, bao gồm áp suất và sự khuếch tán. Phân bố Maxwell – Boltzmann về cơ bản áp dụng cho vận tốc của hạt trong ba chiều, nhưng chỉ phụ thuộc vào tốc độ (độ lớn của vận tốc) của các hạt. Phân bố xác suất tốc độ hạt cho biết tốc độ nào có nhiều khả năng xảy ra hơn: một hạt sẽ có tốc độ được chọn ngẫu nhiên từ phân bố và có nhiều khả năng nằm trong một dải tốc độ hơn một tốc độ khác. Thuyết động học của chất khí áp dụng cho khí lý tưởng cổ điển, là một lý tưởng hóa của khí thực. Trong khí thực, có hiệu ứng khác nhau (ví dụ: van der Waals tương tác, quay cuồng dòng chảy, tương đối giới hạn tốc độ, và lượng tử tương tác trao đổi) có thể làm cho khác nhau phân phối tốc độ của họ từ các hình thức Maxwell-Boltzmann. Tuy nhiên, khí hiếm ở nhiệt độ bình thường hoạt động rất gần giống như khí lý tưởng và phân bố tốc độ Maxwell là một giá trị gần đúng tuyệt vời cho những khí như vậy. Plasma lý tưởng , là các khí ion hóa có mật độ đủ thấp, thường cũng có phân bố hạt là Maxwellian một phần hoặc toàn bộ. 
Các hàm mật độ xác suất tốc độ của tốc độ của một vài khí quý ở nhiệt độ 298,15°K (25°C). Các y trục là trong s/m sao cho diện tích dưới bất kỳ phần của đường cong (đại diện cho khả năng tốc độ chúng sanh trong phạm vi đó) là không thứ nguyên.
Mô phỏng khí 2D giãn ra theo phân bố tốc độ Maxwell – Boltzmann
Phân bố Maxwell – Boltzmann tương ứng với khí quyển mặt trời. Khối lượng hạt là một khối lượng proton, và nhiệt độ là nhiệt độ hiệu quả của quyển sáng của mặt trời, đánh dấu các vận tốc bình phương có thể xảy ra nhất, trung bình và trung bình gốc tương ứng.